# Oed (Dietramszell)

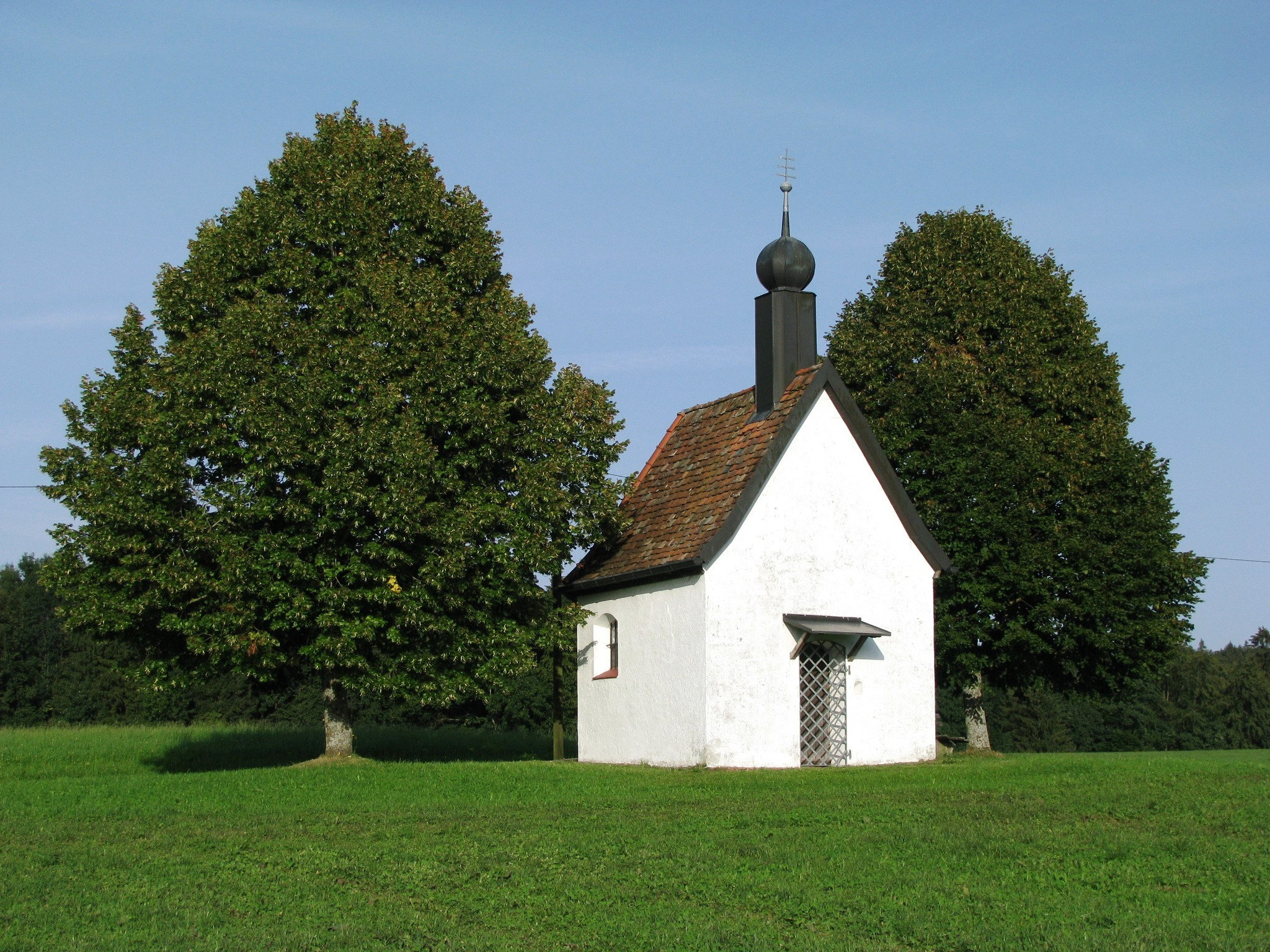
Wegkapelle

Oed ist ein Ortsteil der Gemeinde Dietramszell im Landkreis Bad Tölz-Wolfratshausen (Oberbayern).

## Geografie
Die Einöde liegt etwa fünf Kilometer nordwestlich von Dietramszell auf 713 m über NN. Die Einöde liegt in der Gemarkung Föggenbeuern.

## Einwohner
1871 wohnten im Ort sieben Personen, bei der Volkszählung 1987 wurden elf Einwohner registriert.

## Gebietsreform in Bayern
Der Ort gehörte zu Föggenbeuern, das sich am 1. Januar 1972 mit Baiernrain, Dietramszell, Linden und Manhartshofen zusammenschloss. Als Namen für die neue Gemeinde bestimmte die Bürger-Mehrheit Dietramszell.

## Baudenkmäler
Einziges eingetragenes Baudenkmal ist eine Wegkapelle von 1634.
Siehe: Eintrag in der Denkmalliste.